# Paul von Fuchs

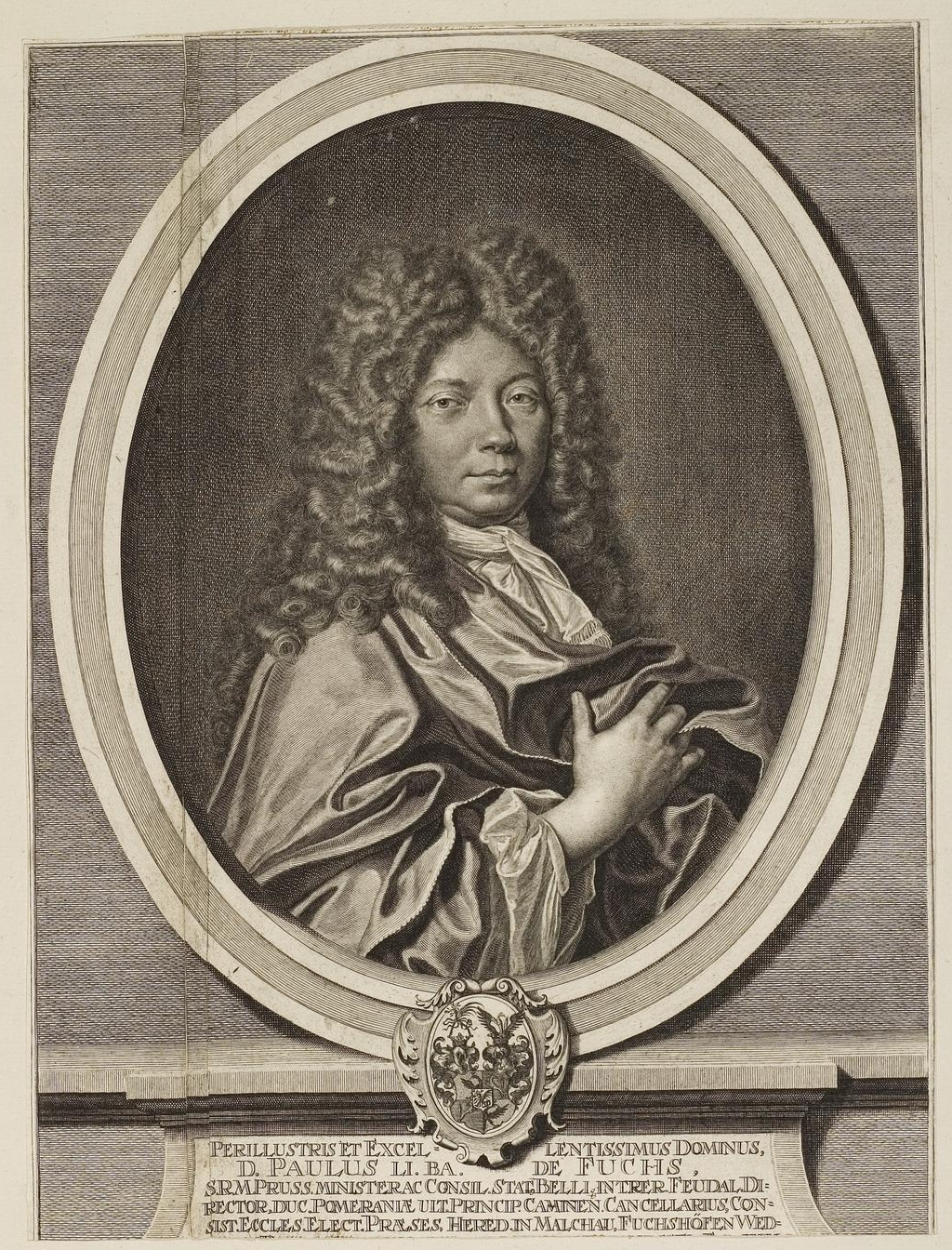
Paul von Fuchs

Paul Freiherr von Fuchs (* 15. Dezember 1640 in Stettin; † 7. August 1704 auf seinem Gut Malchow bei Berlin) war brandenburgisch-preußischer Minister.

## Leben

### Herkunft
Paul Fuchs wurde am 15. Dezember 1640 in Stettin im Herzogtum Pommern geboren. Sein Vater Samuel Fuchs (* 1597; † 1644) war Pastor an der Stettiner Nikolaikirche, er stammte aus einer alten Stettiner Apotheker- und Kaufmannsfamilie. Seine Mutter Anna Friedeborn (* 1608; † 1678) war die Tochter des Stettiner Bürgermeisters Paul Friedeborn.

### Karriere
Fuchs besuchte ab 1658 das Pädagogium Stettin und studierte dann an den Universitäten Greifswald, Helmstedt, Jena, Leiden und Franeker. 1667 wurde er als Professor an die juristische Fakultät der Universität in Duisburg berufen. In Duisburg gab er seine evangelisch-lutherische Konfession auf und trat zur evangelisch-reformierten Konfession über. 1670 trat er als Kabinettssekretär in den Dienst des Großen Kurfürsten, dem er sich bald durch seine Gewandtheit und Treue unentbehrlich zu machen wusste, und den er auf allen Reisen und Feldzügen begleitete.

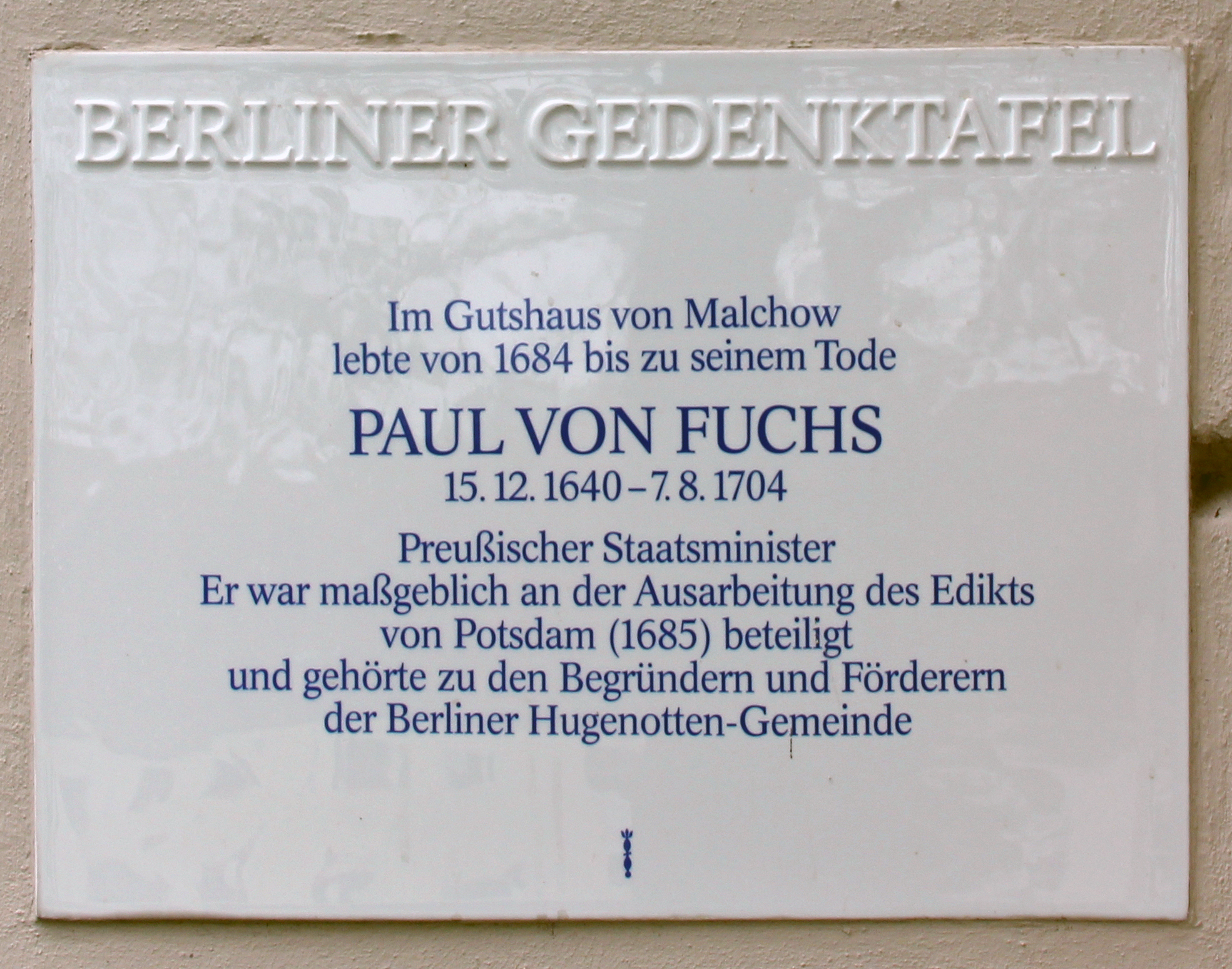
Berliner Gedenktafel für Paul von Fuchs

1679 wurde er Hofrat, 1682 Geheimer Staatsrat und erhielt nun mehrere wichtige diplomatische Sendungen übertragen, sowohl bei deutschen Reichsfürsten als auch bei dem Prinzen von Oranien und den Generalstaaten, mit denen er 1685 ein neues Bündnis abschloss. Am 5. September 1682 wurde er zum Ober-Postdirektor für Brandenburg-Preußen ernannt. Dieses Amt übte er bis 1698 aus, als er es freiwillig niederlegte. Als Staatsminister des Kurfürsten war Fuchs 1685 maßgeblich an der Ausarbeitung des Edikts von Potsdam beteiligt.
Er führte 1688 mit Bentinck die geheimen Verhandlungen über die Beteiligung Brandenburgs an der englischen Expedition Wilhelms III. von Oranien. Daneben leitete er besonders die Verhandlungen mit Dänemark. 1694 war er Kurator der Universitäten und richtete die neue Hochschule zu Halle ein. Nach der Einrichtung der Universität in Halle erstellte er mehrere Dokumente für das von Gottfried von Jena begründete Freiweltliches adeliges von Jena’sches Fräuleinstift in der Saalestadt, darunter eines vom 4. Januar 1703 über deren Privilegien.
1683 wurde er in den Reichsadelsstand erhoben, der 1684 für Brandenburg anerkannt wurde. Eine weitere Standeserhöhung wurde ihm 1701 mit der Erhebung in den Reichsfreiherrenstand durch Kaiser Leopold zuteil, die der preußische König Friedrich I. für Brandenburg-Preußen bestätigte. Am 2. Oktober 1702 wurde er von Friedrich I. zum Kanzler von Pommern ernannt.
1683/84 erwarb er im Austausch gegen Blankenburg das Malchower Gut von Heinrich von Barfuss. Er ließ in Malchow ein zweistöckiges Herrenhaus, zahlreiche Wirtschaftsgebäude, darunter ein Brauhaus, ein Predigerwitwen- sowie ein Armen- und Waisenhaus neu errichten. Auf seinem Landsitz in Malchow hielt sich von Fuchs oft auf, im herrschaftlichen Wohnhaus gab er Empfänge und Feste. König Friedrich I. stattete mit Gattin Sophie Charlotte seinem Minister von Fuchs wiederholt Besuche in Malchow ab.
Der Große Kurfürst belehnte 1685 seinen Minister Paul Freiherr von Fuchs mit den Ländereien in Wolfshöfen im Kreis Königsberg, die dieser dann in „Fuchshöfen“ umbenannte.

### Familie
Aus der ersten Ehe (vor 1668) mit Gabriele Fromond († 1673) gingen vier Söhne und eine Tochter hervor. Nach dem Tod seiner Frau heiratete er am 15. Januar 1674 seine Cousine Luise Friedeborn (1654–1707). Aus beiden Ehen entstammen unter anderen:
- Johann Paul (1676–1712), brandenburger Hof- u. Legationsrat, dann Appellationsrat in Ravensburg

⚭ Henriette von Brandt (1686–1702), Tochter des Kanzlers der Neumark Ludwig von Brandt (1640–1711)
⚭ Anna Francelina (Franzelline) Louise von Wylich (Heiratet als Witwe Ludwig von Wylich und Lottum)
- Charlotte (* 20. September 1669) ⚭ Freiherr Wolfgang von Schmettau (1648–1711)